# Lacs Ayamaru
Les lacs Ayamaru (parfois orthographiés Ajamaru) représentent un groupe de 3 lacs situés dans la partie centre-ouest de la péninsule de Doberai en Papouasie occidentale, en Indonésie. Les lacs portent le nom du peuple Ayamaru qui vit depuis des milliers d'années sur le plateau d'Ayamaru. Le village le plus proche du groupe est Greemakolo. Les nombreux villages autour des lacs Ayamaru parlent divers dialectes de la langue Ayamaru (ou Maybrat).

## Caractéristiques physiques
Cet ensemble de 3 lacs est situé au centre du plateau d'Ayamaru. Le plus grand lac du groupe, le lac Ayamaru draîne vers l'Est par le lac Hain (formé de 2 lacs) et s'écoule via la rivière Kais jusqu'à la mer de Céram. Les lacs sont entourés de nombreuses collines basses et positionné au sein d'une forêt de plus de 3 000 km2 qui couvre 99,44% de la zone. L'eau des lacs Ayamaru et Hain est d'un bleu clair en raison de la riche matière présente. Il y a des trous profonds dans ces lacs qui mènent à des cavernes sous-marines. Les couleurs vives sur les rives nord des lacs Ayamaru sont le résultat de bactéries pigmentées présentes dans les biofilm qui poussent autour des bords de l'eau riche en minéraux. Les bactéries produisent des couleurs allant de l'orange au rouge; la quantité de couleur dans ces tapis microbiens dépend du rapport chlorophylle sur caroténoïdes et de la température de l'eau qui peut favoriser une espèce bactérienne par rapport à une autre. Le pH du lac est assez basique et dépasse 8,0.

## Lac Ayamaru
Le plus grand lac du groupe, le lac Ayamura a une température plus chaude que le lac Hain. Dans le langage maybrat, ce lac est appelé Maru Jow. Au centre du lac se trouve l'île Kaymundan, une petite île remplie d'arbres. Sur la rive nord-ouest du lac se trouve le village de Greemakolo. Le lac est un peu brumeux à cause des températures jusqu'à 22°C. C'est également là que commence la rivière Ayamaru. Les habitants des villages environnants utilisent le lac pour pêcher et se baigner.

## Lac Hain
Le lac Hain est composé de deux lacs dont l'ensemble est plus petit que le lac Ayamaru. Celui le plus à l'Ouest est appelé Semetu en langue Ayamaru et forme le lac central de l'ensemble des 3 lacs Ayamaru. Ses rives sont boueuses et peu profondes. Le second lac, le plus à l'Est, est appelé Maru Tä dans la même langue. Les températures du Lac Hain peuvent monter jusqu'à 38°C et connaître des périodes d'assèchement. C'est là que coule la rivière Framu. La majeure partie du lac est couverte de brouillard en raison de ses températures élevées. C'est actuellement une source chaude.

## Lac Aitinjo
Dans la partie la plus méridionale du district se trouve un 4è lac, le lac Aitinjo (parfois écrit Ajtinjo ou Aytinjo). Il est plus petit que les lacs précédents et n'est pas directement lié aux trois autres lacs. Il rejoint aussi la rivière Kais plus au sud.

## Faune
La plupart de la faune se trouve dans les zones humides des rives sud du lac Ayamura. Il y a quatre poissons endémiques dans les lacs, le poisson arc-en-ciel des lacs Ajamaru ( Melanotaenia ajamaruensis ), le poisson arc-en-ciel de Boeseman ( Melanotaenia boesemani ), l' œil bleu de Vogelkop ( Pseudomugil reticulatus ) et le gobie de Hoese ( Glossogobius hoesei ). Les espèces indigènes non endémiques comprennent le tandan à nageoires courtes ( Neosilurus brevidorsalis ) et le goujon fimbriate ( Oxyeleotris fimbriata ). Parmi les espèces introduites, on retrouve la carpe commune (Cyprinus carpio) depuis 1969.
De plus, l'écrevisse Parastacidae Cherax boesemani est endémique des lacs. Une autre espèce d'écrevisse, Cherax subterigneus, a été identifiée dans le lac Aitinjo.

### Ouvrages
- (en) John-Erik Elmberg, Balance and Circulation : Aspects of tradition and change among the Mejprat of Irian Barat, Stockholm, The Ethnographical Museum, coll. « Monograph Series », 1968, 327 p. (lire en ligne).
- (en) Media Fitri Isma Nugraha, Genetic Diversity, Phylogeny and Conservation of Rainbowfish (Melanotaeniidae) in West Papua Indonesia and Its Prospect for New Ornamental Fish Commodity (Thèse de doctorat en Ecologie, évolution, ressources génétiques, paléontologie), Montpellier, UMR ISEM - Institut des Sciences de l'Evolution de Montpellier, 3 novembre 2015 (SUDOC 234283017, lire en ligne).
- (en) Juliette M. Pasveer, The Djief Hunters, 26,000 Years of Rainforest Exploitation on the Bird's Head of Papua, Indonesia, vol. 17, coll. « Modern Quaternary Research in Southeast Asia », 2004, 456 p. (ISBN 978-9058096630), p204.

### Articles
- (en) Albertho Hendrikus Solossa, Soemarno, Ika Rochjatun Sastrahidayat et Luchman Hakim, « Local Community Perception on the Sustainable Uses of Ayamaru Lake, West Papua Indonesia », IOSR Journal Of Humanities And Social Science, vol. 14, no 3,‎ 2013, p. 36-42 (ISSN 2279-0837, lire en ligne, consulté le 30 mars 2021). .
- (en) Kadarusman, Sudarto, Emmanuel Paradis et Laurent Pouyaud, « Description of Melanotaenia fasinensis, a new species of rainbowfish (Melanotaeniidae) from West Papua, Indonesia with comments on the rediscovery of M. ajamaruensis and the endangered status of M. parva/ Description de Melanotaenia fasinensis, une nouvelle espece de poisson arc-en-ciel (Melanotaeniidae) de Papouasie occidentale, Indonesie, et commentaires sur la redecouverte de M. ajamaruensis et sur le statut menace de M. parva. », Cybium, International Journal of Ichthyology, vol. 34, no 2,‎ 2010, p207-215 (lire en ligne, consulté le 29 mars 2021).
- (en) C. Lukhaup et R. Pekny, « Cherax (Astaconephrops) boesemani, a new species of crayfish (Crustacea: Decapoda: Parastacidae) from the centre of the Vogelkop Peninsula in Irian Jaya (West New Guinea), Indonesia », Zoologische Mededelingen, vol. 82, no 33,‎ 20080, p331-340 (lire en ligne).
- (en) Jirí Patoka, Martin Bláha et Antonín Kouba, « Cherax (Cherax) Subterigneus, a new Crayfish (Decapoda: Parasticidae) from West Papua, Indonesia », Journal of Crustacean Biology, BRILL, vol. 35, no 6,‎ 1er novembre 2015, p. 830-838 (DOI https://doi.org/10.1163/1937240X-00002377, lire en ligne).